# 纪家庙站
纪家庙站是一个位于中国北京市丰台区新村街道纪家庙村京开西路、柳村路与纪家庙地铁东路交叉路口，属于北京地铁10号线的地铁车站。

## 位置
纪家庙站位于南三环外，万柳桥南，因曾有纪姓人家在此修建三皇庙（也称纪家庙）而得名。
最初原规划中草桥站和首经贸站（规划中曾称樊家村站）相距2.7公里，间距较大，应丰台区政府的要求方便毗邻的玉泉营一带居民，在两站中间增加纪家庙站。

## 结构

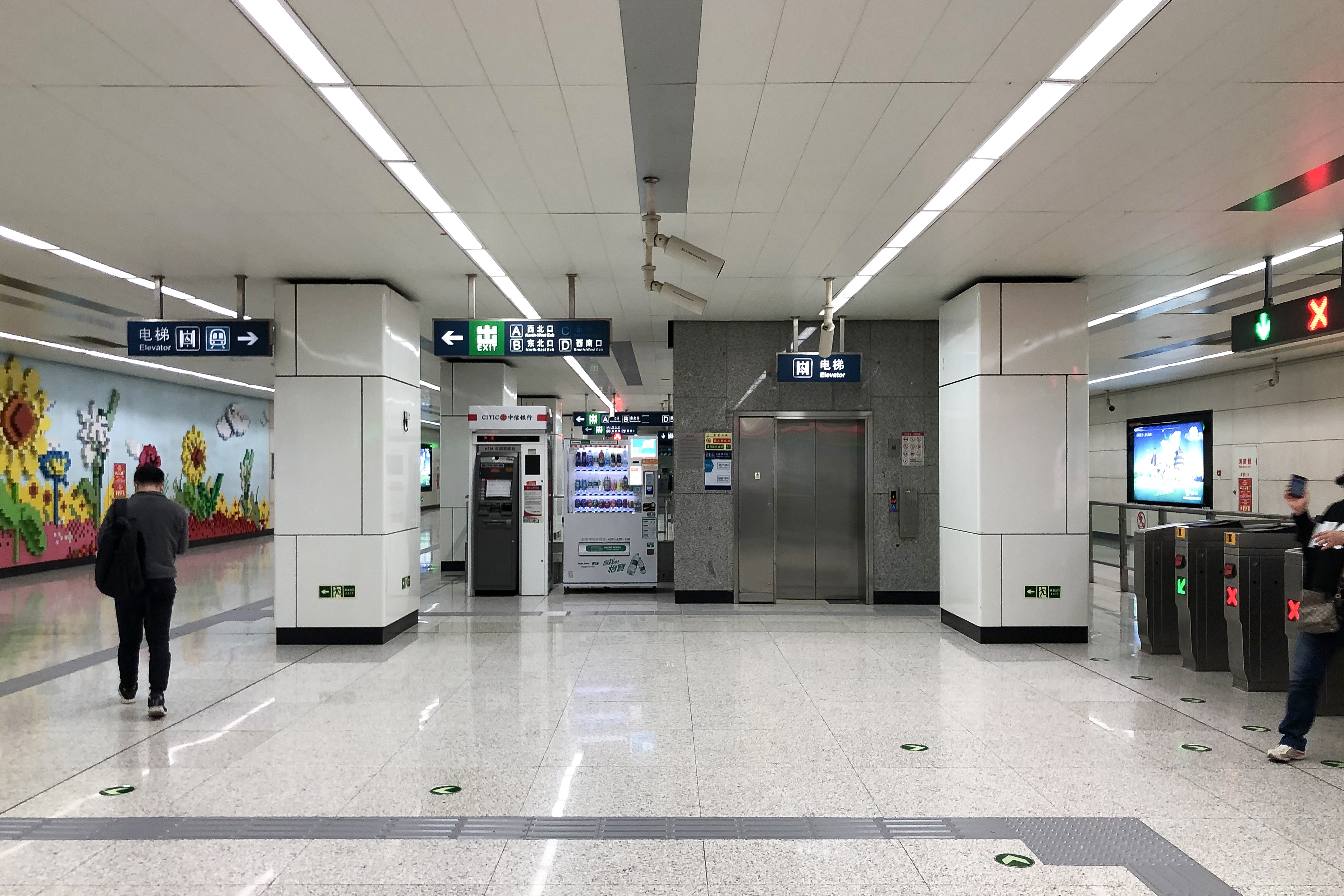
大堂（2021年4月摄）

纪家庙站为地下二层车站，岛式站台设计。车站工程全长221.25米。设有3个出入口。
| 地面层          | 街道                 | A—D出入口                        |
| 地下一层 站厅层 | 站厅                 | 客务中心、自动售票机、进出站闸机 |
| 地下二层 站台层 |                      | █ 10号线内环（首经贸）           |
| 地下二层 站台层 | 岛式站台，左側開门   |                                  |
| 地下二层 站台层 | █ 10号线外环（草桥） |                                  |

## 出入口
|                       |      |                  |      |            |
| 编号                  | 指示 | 建议前往的目的地 | 照片 | 无障碍设施 |
| 出口 · A              |      | 郑王坟280号院    |      | 不適用     |
| 出口 · B · 升降机标志 |      | 亿朋苑1区        |      |            |
| 出口 · D              |      | 郑王坟97号院     |      | 不適用     |
| 註： 設有             |      |                  |      |            |